# Calliaspis rubra
Calliaspis rubra is een keversoort uit de familie bladkevers (Chrysomelidae). De wetenschappelijke naam van de soort werd in 1808 gepubliceerd door Guillaume-Antoine Olivier.